# Richard Le Gallienne
Pour les articles homonymes, voir Gallienne.
Richard Thomas Gallienne, dit Le Gallienne, né le 20 janvier 1866 à Liverpool et mort le 15 septembre 1947 à Menton, est un auteur et poète anglais.

## Biographie
Originaire d’une famille de petite bourgeoisie d’origine française, Gallienne a fait ses études à l’école publique de Liverpool College. Après avoir quitté l’école, il a pris le nom de « Le Gallienne », et a commencé à travailler dans un cabinet londonien de comptabilité, métier auquel il renonce rapidement pour devenir écrivain professionnel avec l’ambition de se consacrer à la poésie. Sa plaquette My Ladies’ Sonnets parait en 1887, et en 1889, il devient brièvement secrétaire littéraire de Wilson Barrett (en).
En 1891, il intègre The Star et collabore à divers journaux sous le nom de « Logroller ». Il a contribué à The Yellow Book et fait partie du Rhymers' Club (en).
Ayant perdu, en 1894, sa première épouse, Mildred Lee et leur deuxième fille Maria lors de son accouchement, laissant derrière elle Richard et leur fille Hesper, il a pris l’habitude de toujours porter avec lui, y compris lors de son mariage avec sa seconde épouse, une urne contenant les cendres de celle-ci. Le poète Rupert Brooke, qui a rencontré Le Gallienne en 1913 à bord d’un navire en partance pour les États-Unis mais ne l’a pas chaleureusement traité, a brocardé ce comportement dans un court poème intitulé For Mildred’s Urn,.
Ayant épousé, en 1897, la journaliste danoise Julie Nørregaard, dont il a eu une fille, la future actrice Eva Le Gallienne. En 1903, Nørregaard l’a quittée, en invoquant, par la suite, son incapacité à fournir un foyer stable, à payer ses dettes, l’alcoolisme et les relations extra-conjugales, comme motif de divorce. Elle est alors partie vivre à Paris en emmenant ses deux filles, avant d’envoyer Hesper, dont elle était devenue la belle-mère, vivre avec ses grands-parents paternels dans une riche partie de Londres, tandis qu’Eva restait avec sa mère.
Le Gallienne a ensuite résidé aux États-Unis, où on lui attribue la traduction en 1906 de la trilogie danoise du Livre de l'Amour de Peter Nansen, bien que la plupart des sources et l’ouvrage lui-même l’attribuent à Nørregaard. Divorcé de cette dernière en juin 1911, il s’est remarié, le 27 octobre 1911, avec Irma Perry, née Hinton, qu’il connaissait depuis un certain temps et avec qui il avait copublié un article en 1906, et dont le précédent mariage avec son cousin germain, le peintre et sculpteur Roland Hinton Perry (en), avait été dissous en 1904. Le Gallienne et Irma. Même si, étant née en 1874, elle n’était certainement pas sa fille naturelle, Gwendolyn Perry, la fille d’Irma, a pris son nom en se faisant dès lors appeler « Gwen Le Gallienne ».
À partir de la fin des années 1920, Le Gallienne a vécu avec Irma à Paris, où il était désormais une figure bien établie du bohème expatrié, et où il rédigeait une chronique dans un journal.
Dans les années 1940, il a vécu sur la Côte d’Azur, à Menton. Pendant la Seconde Guerre mondiale, il a résidé à Monaco pour le reste de la guerre, ne pouvant rentrer chez lui à Menton, où son domicile était occupé par les troupes allemandes. Sa bibliothèque a même failli être envoyée en Allemagne comme butin, n’était un officier allemand à Monaco, auquel Le Gallienne a fait appel, pour lui permettre de rentrer à Menton pour récupérer ses ouvrages. Sollicité, pendant la guerre, pour écrire de la propagande pour les autorités locales allemandes et italiennes, il s’y est constamment refusé.
Par la suite, il a fait la connaissance des écrivains Llewelyn Powys et John Cowper Powys. On lui doit également la préface de The Days I Knew (1925) de l’actrice Lillie Langtry.
Il est inhumé à Menton.